# Gaston Henry-Haye
Henry Gaston Auguste Haye (ur. 6 lutego 1890 w Wissous, zm. 16 października 1983 w Paryżu) – francuski przedsiębiorca, polityk i dyplomata. 
W latach 1928–1935 parlamentarzysta Zgromadzenia Narodowego, od 1935 r. do 1944 członek Senatu. W latach 1935–1944 mer Wersalu. W 1940 wyznaczony przez Philippe Pétaina na ambasadora Francji Vichy w USA. Internowany w 1942, w 1944 powrócił do Francji, uciekł jednak do Afryki Południowej z powodu zagrożenia ze strony francuskiego ruchu oporu. W latach 50. powrócił jednak do Francji.

## Publikacje
- La Grande Éclipse franco-américaine (Wielkie zaćmienie francusko-amerykańskie) (napisana podczas pobytu w Afryce, wydana w 1972)

## Odznaczenia
- Oficer Orderu Narodowego Legii Honorowej
- Krzyż Wojenny 1914–1918
- Order Franciski
- Komandor Orderu Imperium Brytyjskiego
- Wielka Wstęga Orderu Narodowego Cedru (Liban)